# Трогон червоноголовий
Трогон червоноголовий (Harpactes erythrocephalus) — вид трогоноподібних птахів родини трогонових (Trogonidae). Мешкає в Південно-Східній Азії. Виділяють низку підвидів.

## Етимологія
Видова назва назву erythrocephalus походить від дав.-гр. ἐρυθρός — червоний і κεφαλή — голова.

## Опис

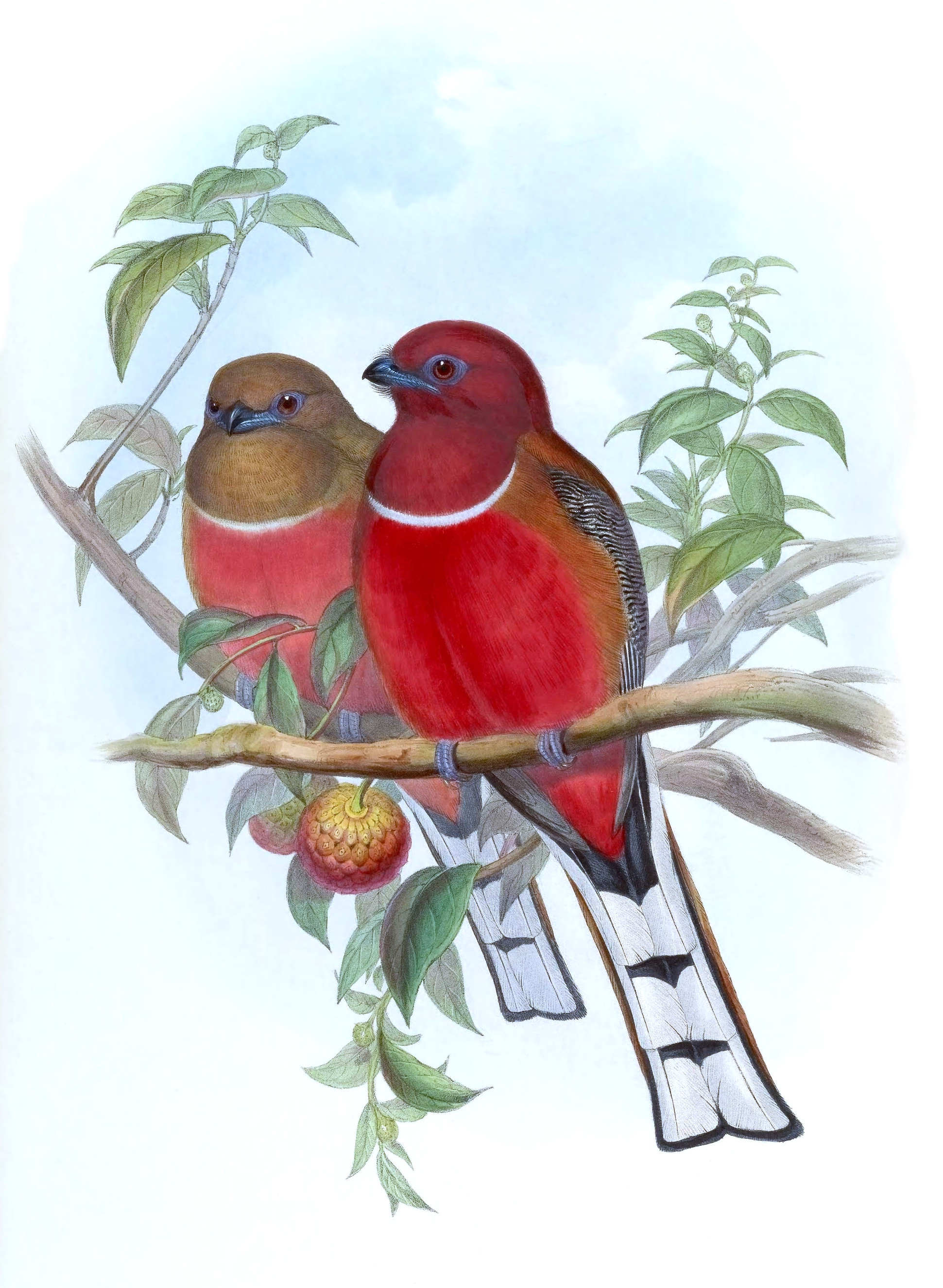
Малюнок Джона Гульда

Довжина птаха становить в середньому 34 см. Як і більшість трогонів, оливковоголовий трогон має яскраве забарвлення. Виду притаманний статевий диморфізм. Самець важить 85-110 г, самиця 76 г, довжина крила в самців становить 	144-156 мм, в самок 140-156 мм, довжина хвоста в самців становить 154–185 мм, в самок 160–192 мм.
Голова, шия і верхня частина грудей в самця малинового кольору. Груди перетинає вузька біла смуга, яка відділяє малинову верхню частину грудей від світло-червоної або рожевої нижньої частини грудей і живота. Верхня частина тіла в самця світло-коричневого кольору. Лапи темно-сині. Крила здебільшого сірі. Довгих хвіст трикольоровий, коричнево-чорно-білий. Дзьоб кобальтово-синій з чорним кінчиком, навколо очей світло-фіолетові шкіряні кільця, райдужки червонувато-коричневі.
Голова, шия і верхня частина грудей в самиці оливково-коричневого кольору. Як і в самця, вузька біла смуга, яка відділяє верхню частину грудей від світло-червоної або рожевої нижньої частини грудей і живота. Спина оранжево-коричневого кольору, крила здебільшого коричневі. Дзьоб і шкіра навколо очей блакитні.
Молоді птахи мають охристо-коричневу голову, шию і груди, живіт світло-охристий.

## Поширення і екологія
Червоноголові трогони поширені від центрального Непалу до Суматри. Це доволі поширений птах в північно-східній Індії і Бутані, локально поширений в Бангладеш. Цей вид птахів мешкає в гірських і рівнинних тропічних і субтропічних лісах і бамбукових лісах на висоті від 300 до 2600 м над рівнем моря.

## Підвиди
Виділяють дев'ять підвидів червоноголових трогонів:
- H. e. erythrocephalus (Gould, 1834) — Гімалаї, північно-східна Індія, М'янма і північно-західний Таїланд[21]
- H. e. helenae Mayr, 1941 — південний Китай і північна М'янма[22]
- H. e. yamakanensis Rickett, 1899 — південно-східний Китай[23]
- H. e. intermedius (Kinnear, 1925) — Юньнань (південно-східний Китай), північний Лаос і північний В'єтнам[24]
- H. e. annamensis (Robinson & Kloss, 1919) — південно-східний і центральний Таїланд, південь Індокитаю[25]
- H. e. klossi (Robinson, 1915) — гори Кравань (західна Камбоджа і північно-східний Таїланд)[26]
- H. e. chaseni Riley, 1934 — центр і південь Малайського півострову[27]
- H. e. hainanus Ogilvie-Grant, 1900 — острів Хайнань[28]
- H. e. flagrans (Müller, S, 1836) — Суматра[29]

## Раціон
Червоноголовий трогон харчується безхребетними: паличниками. прямокрилими і іншими комахами. Доповнює свій раціон листям і плодами.

## Розмноження
В Таїланді гніздування відбувається в березні-червні, в північній Індії самки відкладають яйця в квітні-липні. Гнізда птах облаштовує в дуплах, які виколупує в гнилому дереві або пні на висоті від 1,5 до 5 м над землею. В кладці 2-4 яйця розміром 26,5–27,5 мм × 23,5–24,0 мм. Інкубаційний період триває 18 днів, пташенята покидають гніздо на 13 день. І самець, і самка беруть участь в облаштуванні гнізда, насиджуванні яєць, догляді за пташенятами.